# Sakoku
Sakoku (鎖国, "país fechado") foi a política externa isolacionista japonesa do Xogunato Tokugawa (Bakufu) sob a qual as relações e o comércio entre o Japão e outros países eram severamente limitados, quase todos os estrangeiros eram impedidos de entrar no Japão e os japoneses comuns foram impedidos de deixar o país por um período de mais de 220 anos.
A política foi promulgada pelo Xogunato Tokugawa sob Tokugawa Iemitsu através de uma série de decretos e políticas entre 1603 a 1639, e terminou depois de 1853, quando os navios estadunidenses comandados por Matthew Perry forçaram a abertura comercial do Japão aos Estados Unidos (e, por extensão, ao Ocidente) através de uma série de tratados desiguais.